# Testudo graeca
A tartaruga-grega (Testudo graeca, Linnaeus - 1758) é um réptil que pertence à ordem testudinata. Possui diversas subespécies que habitam a Europa meridional, leste da Europa, norte da África e Ásia. A T. graeca apresenta um grande dimorfismo sexual.

## Habitat da espécie
Espécie Paleárctica ocidental, na Europa encontra-se em Itália, Grécia Oriental, Espanha, Portugal, Turquia Europeia, e em algumas ilhas do Mar Mediterrâneo e ao longo das costas búlgaras e romenas do Mar Negro.
Na Ásia é muito comum na Turquia (único país onde é fácil de encontrar e onde não está em risco), Ásia Menor, e do Irão, até à fronteira com o Paquistão.
No Norte da África há zonas de habitat na Argélia, Marrocos, Tunísia e Líbia.

## Taxonomia

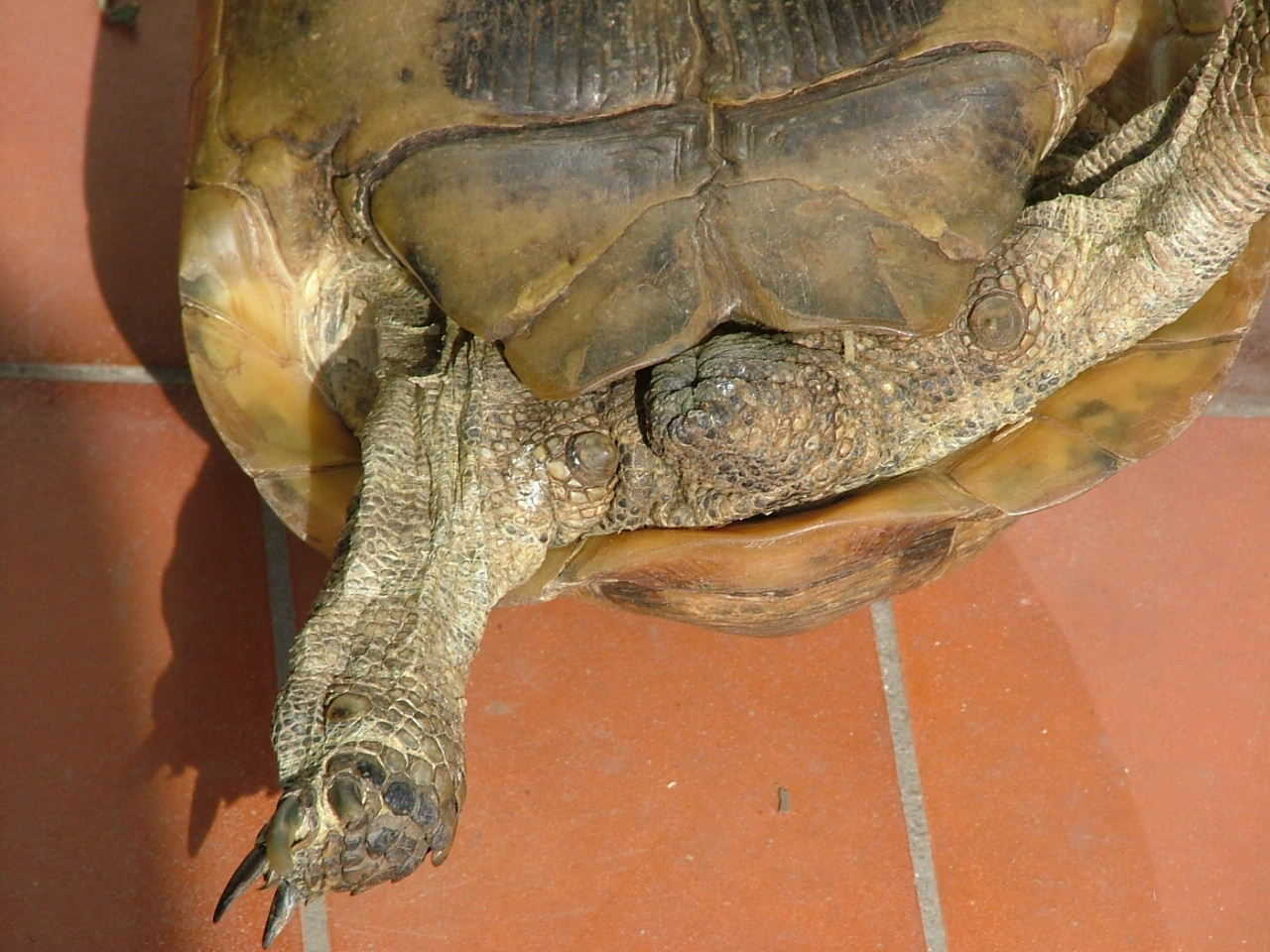
.

## Morfologia
Facilmente confundidas com a muito semelhante T. hermanni, a T. graeca é reconhecível pela presença de tubérculos nos lados das coxas, geralmente ausentes nas outras Testudo. Outro elemento que distingue é um único escudo sobrecaudae (duas na T. hermanni), apesar de se terem documentado numerosos exemplos com o escudo bipartido. Entre as várias subespécies e também entre os modelos pertencentes à mesma subespécie, existe uma ampla gama de variação no tamanho e de carapaça que muitas vezes tornam difícil identificar algumas subespécies. Na T. graca ibera, a subespécie mais difundida na Europa, a dimensão média dos adultos são de 25 cm nas fêmeas e 16 cm nos machos, embora na Europa Oriental foram vistos exemplares de 35 cm de comprimento, e com o peso de 5 kg (Beshkov 1997). Na Itália há uma fêmea mantida em cativeiro com cerca de 20 anos e com 6 kg de peso. Em média, na T. graeca nabeulensis da Sardenha as fêmeas atingem 18 centímetros e 15 cm machos.

## Subespécie
São propostas várias subespécies:

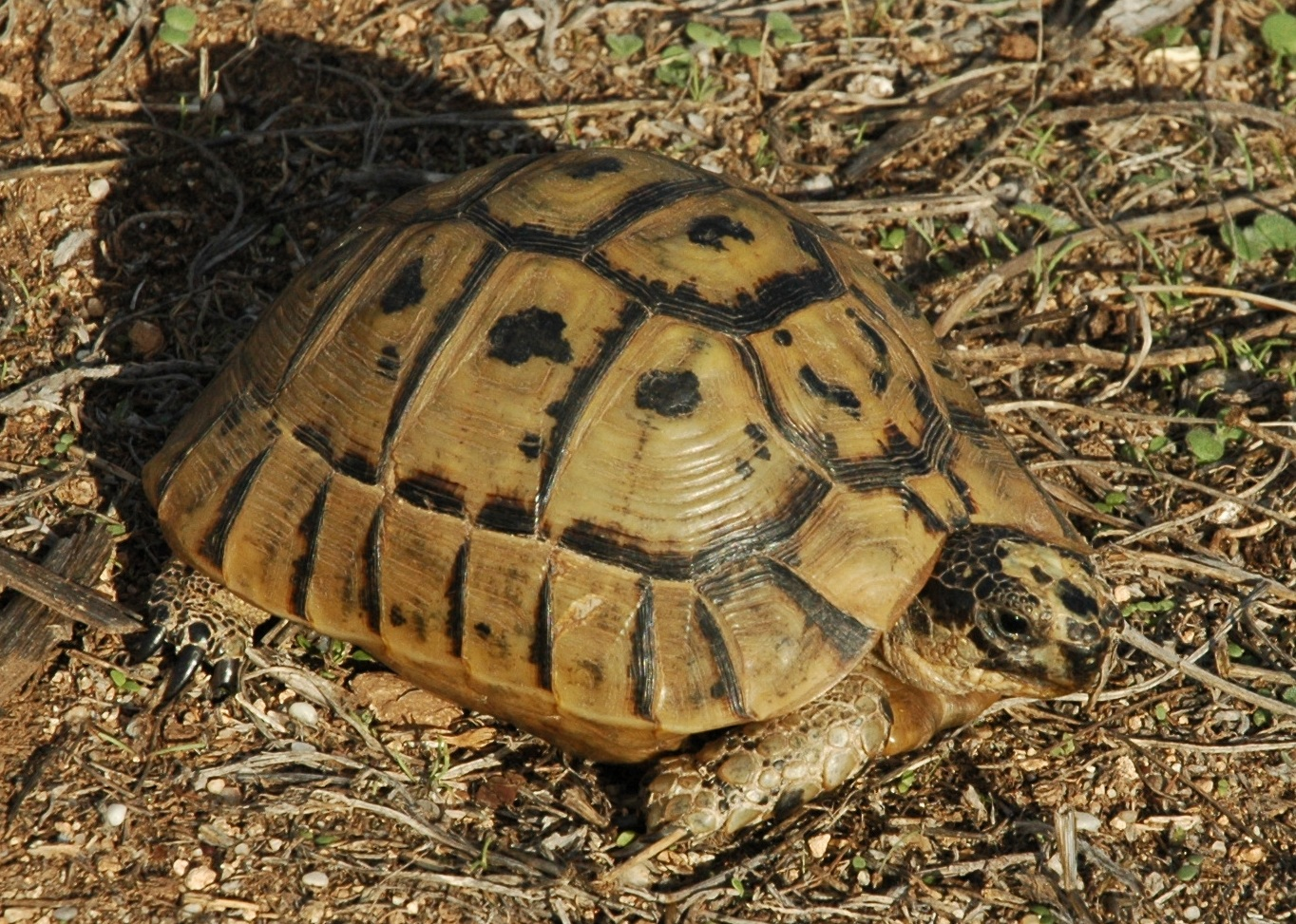
T. graeca da Sardenha.

- Testudo graeca ssp. anamurensis (Weissinger, 1987), Turquia
- Testudo graeca ssp. antakyensis (Perälä, 1996), Turquia
- Testudo graeca ssp. armeniaca (Chkhikvadze & Bakradze, 1991), Armênia
- Testudo graeca ssp. cyrenicae (Pieh & Perälä, 2002), Líbia
- Testudo graeca ssp. flavominimaralis (Highfield & Martin, 1989), Líbia
- Testudo graeca ssp. graeca (Linnaeus,1758), Norte da África, Espanha meridional,  Sardenha (introduzida)
- Testudo graeca ssp. ibera (Pallas, 1814) sin.Testudo graeca ssp. buxtoni[4] (Boulenger, 1920), Bulgária, Grécia, Macedônia,  Romênia, Turquia, Itália (introduzida)
- Testudo graeca ssp. lamberti (Pieh & Perälä, 2004), Marrocos
- Testudo graeca ssp. marokkensis (Pieh & Perälä, 2004), Marrocos
- Testudo graeca ssp. nabeulensis sin. Furculachelys nabeulensis (Highfield, 1990), Tunísia, Líbia, Sardenha (introduzida)[5]
- Testudo graeca ssp. nikolskii (Chkhikvadze & Tunijev, 1986), Cáucaso
- Testudo graeca ssp. pallasi (Chkhikvadze & Bakradze, 2002), Daguestão
- Testudo graeca ssp. perses (Perälä, 2002), Zagros
- Testudo graeca ssp. soussensis, (Pieh, 2000), Marrocos
- Testudo graeca ssp. terrestris (Forskål, 1775),  sin. Testudo graeca ssp.floweri [6] (Bodenheimer, 1935) , Israel, Líbano, Síria, Turquia
- Testudo graeca ssp. whitei (Bennett, 1836), Algéria sin. Furculachelys whitei  (Highfield & Martín, 1989)
- Testudo graeca ssp. zarudnyi (Nikolski, 1896), Birjand (Irão)

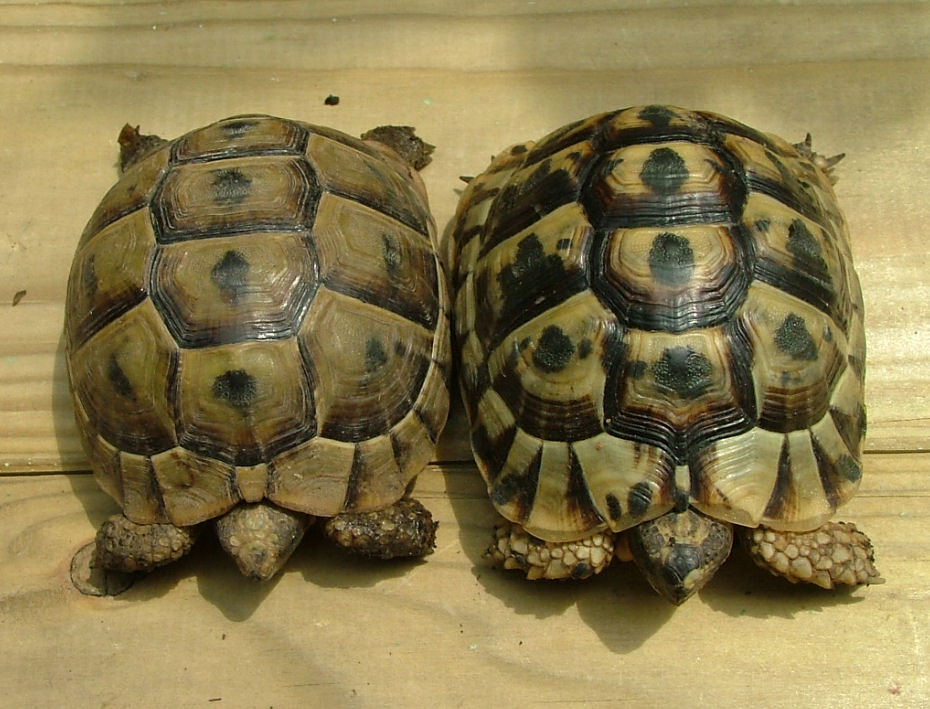
Jovens exemplares de T. g. ibera (Turquia, esquerda) e T.g. graeca (Norte da Tunísia, direita).

### Revisão da subespécie
Atualmente, à luz dos estudos comparativos de genética, existe um profundo processo de revisão da classificação das diferentes subespécies.

## Dimorfismo sexual

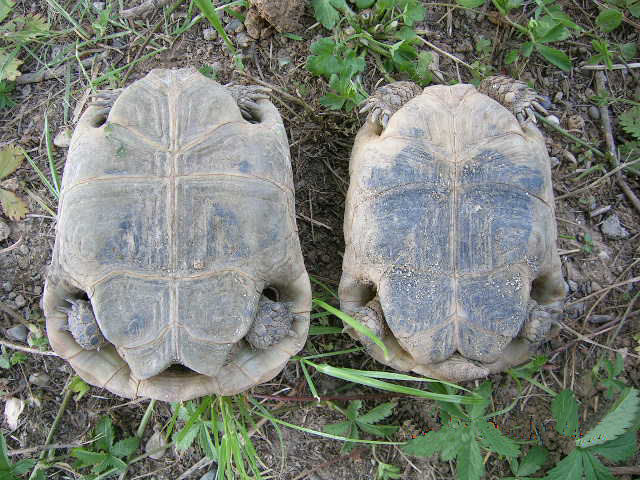
Dimorfismo sexual, fêmea (esquerda) e macho (direita).

O reconhecimento das relações sexuais ocorre através da identificação de características sexuais secundárias.
Os machos têm uma cauda longa, grande e robusta na base. O sexo feminino tem um rabo pequeno e curto. A distância de cloacais a partir da base da cauda é maior no sexo masculino. O macho adulto com uma concavidade para facilitar a subida sobre a carapaça do sexo feminino, a barriga das fêmeas e dos exemplares jovens é plana, o ângulo formado pelo escudo da placa anal é muito mais elevada no sexo masculino; a altura do escudo, porém, é maior no sexo feminino. O escudo sobrecaudal do sexo masculino é curvo para baixo, na fêmea é alinhado com o resto da carapaça.

## Sentidos
As tartarugas têm uma excelente visão: podem distinguir formas, cores e até mesmo reconhecer as pessoas. Elas têm um sentido de direção muito claro: se mudadas a poucas centenas de metros do território delas, regressam em pouco tempo. São muito sensíveis a vibrações do terreno, mesmo que não tenham uma audição desenvolvida. O olfato é bem desenvolvido e tem um papel importante no reconhecimento da alimentação e sexo.

## Eco-Etologia

### Atividades
As tartarugas gregas são animais ectotermos e nas primeiras horas do dia tomam sol para elevar a temperatura corporal e de activar o as funções metabólicas. A exposição aos raios do sol permite que receba raios UVB que agem para a síntese da vitamina D. Depois de atingirem a temperatura corporal necessária para a ativação de enzimas de digestão, as tartarugas se dedicam à busca de comida. Em condições atmosféricas com temperaturas acima de 27 °C tornam-se apáticas e procuram refrescar-se cavando pequenos orifícios sob a cobertura vegetal. Quando  a temperatura volta ao normal voltam as atividades.

### Hibernação
Cada subespécie de Testudo graeca tem diferentes maneiras de letargia e, em alguns casos, eles vão para a hibernação em clima quente.
As subespécies da Europa, quando as temperaturas caem elas param de se alimentar, por até mais de 20 dias, a fim de esvaziar completamente o intestino de restos alimentares.
Tornam-se cada vez mais apáticas e, em torno de novembro ou dezembro, dependendo da latitude, começam a enterrar-se ou se abrigam em lugares protegidos e cair em letargia.
Na natureza os espécimes se enterram de até 10–20 cm.
A temperatura ideal para o letargia, calculado no local de sepultamento é de 5 °C, temperaturas abaixo de 2 °C causam danos cerebrais ou morte, acima de 10 °C ficam em um estado de sono perigoso para a exaustão das reservas de gordura necessária para passar o inverno.
A letargia é uma etapa metabólica absolutamente necessária para esta espécie, devem ser evitados em caso de enfermidade ou debilitação.
A principal causa de morte, que pode ser obrigada a passar o inverno em moradias improvisadas pelos agricultores é a temperatura, que é demasiado alta para permitir que a letargia e muito baixa para continuar a se alimentar.
Nestas situações, se quiser mantê-la ativa, o exemplar será colocado num terrário aquecido a cerca de 28 °C e um local fresco, sombreado a 18 °C, com um substrato de 5 cm composta por 40% de turfa de sphagnum, 40% do solo natural desprovido de Adubos e agrotóxicos e 20% areia de rio. Essencial é uma lâmpada UVB específico répteis necessária para a síntese de vitamina D necessária para fixar o cálcio.
Se optar por uma letargia controlada, a tartaruga será colocada em um recipiente protegido de roedores com uma tela metálica, com o mesmo substrato terrário.
O recipiente será colocado em uma sala escura, com temperaturas entre 4 °C e 8 °C e umidade/humidade suficiente, 70% RH.
O despertar é geralmente em março e está ligada ao aumento das temperaturas diurnas.

### Acasalamento

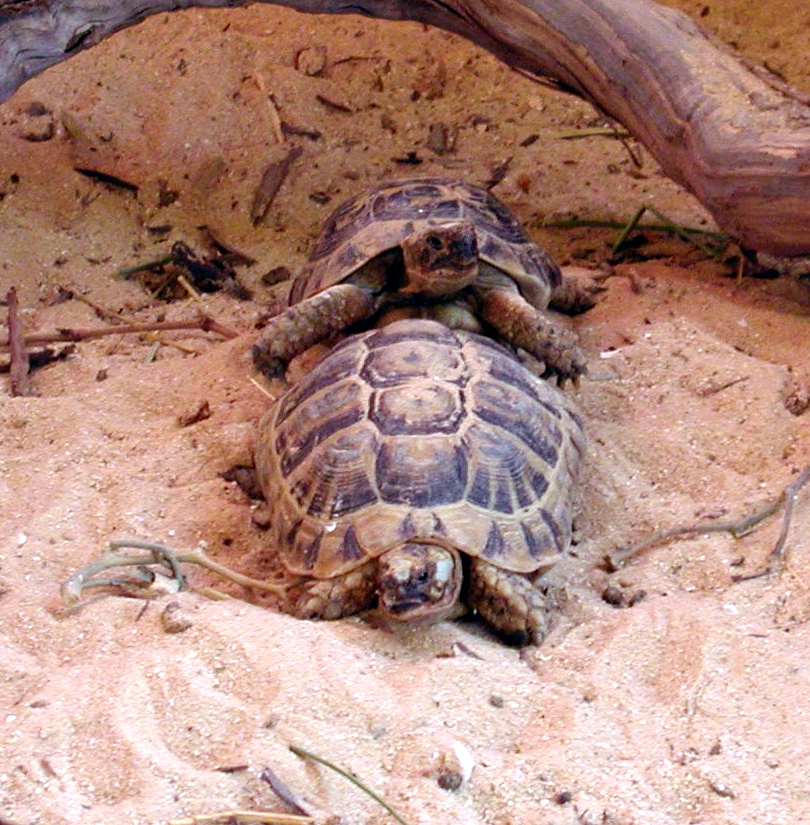
Acasalamento.

Com o ressurgimento começa o namoro com o macho por um ritual que prevê perseguição, mordidas e golpes de carapaça na fêmea. O macho de T. graeca é muito agressivo e se recomenda a separação dos sexos feminino e masculino fora do acasalamento.
O macho monta na parte de trás do sexo feminino para a cópula e acontece a saída do pênis/pénis de dentro da cauda e nesta ocasião são audíveis os únicos sons destes répteis.
As fêmeas podem atingir até 4 anos de anfigonia atrasada, mantendo os espermatozoides em um órgão específico, o espermateca dentro do oviduto.

### Reprodução
Animais de vida longa, há relatos de espécimes centenários, atingem a maturidade sexual em torno dos 10 anos. As Testudo são ovíparas, depositam os ovos em buracos escavados pelas fêmeas no chão com as patas traseiras. As fêmeas de T. graeca colocam os ovos em até três vezes entre maio e julho, um número variável de ovos, geralmente em proporção ao tamanho do casal e da subespécie específica. O tempo de incubação é de 2 ou 3 meses, e o sexo estão relacionadas com a temperatura. Incubação com temperatura abaixo de 30,5 °C, tem uma preponderância de espécimes do sexo masculino, com temperaturas acima de 30,5 °C na maioria do sexo feminino. Na hora da incubação, muitas vezes facilitada por um dia de chuva, para romper o ovo o filhote de tartaruga faz uso dos chamados "dente de ovo", um tubérculo córneo entre as narinas e do maxilar superior é destinado a desaparecer em alguns dias. A saída do ovo dura até 48 horas e este momento é totalmente absorvido o saco.